# Laure Bosc
Laure Bosc (* 25. Februar 1988) ist eine ehemalige französische Biathletin.

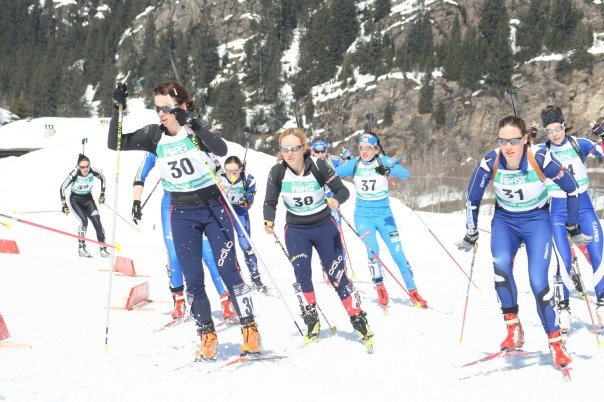
Laure Bosc (38) mit Sophie Boilley (30), Emma Fowler (31) und Laura Toivanen (37) bei einem IBU-Cup-Rennen 2009 in Ridnaun

Laure Bosc gab ihr internationales Debüt 2006 in Obertilliach im Europacup der Junioren und erreichte zunächst mittlere Ergebnisse. In Cesana San Sicario konnte sie in einem Einzel 2007 ebenso wie wenig später mit der Staffel in Forni Avoltri zweite Plätze erlaufen. In Martell nahm sie erstmals an Juniorenweltmeisterschaften teil und wurde überragende Athletin der WM. Im Einzel, im Sprint und mit Marine Bolliet und Marie Laure Brunet in der Staffel gewann sie die Titel, einzig im Verfolgungsrennen musste sie sich als Drittplatzierte Brunet und Ksenia Kulikowa geschlagen geben. Auch 2007/08 setzte sie diese Entwicklung fort und erreichte immer wieder gute Ergebnisse im Junioren-Europacup (IBU-Cup). Die Junioren-WM 2008 in Ruhpolding brachte nur einen Einsatz im Einzel mit dem 29. Platz als Ergebnis. Bei der Sommer-WM in der Haute-Maurienne startete sie bei den Junioren-Wettbewerben auf Skirollern und wurde Zehnte des Sprints. Bei der Junioren-WM 2009 in Canmore erreichte Bosc mit Rang vier in der Staffel, fünf im Einzel, 16 im Sprint und 13 in der Verfolgung wieder bessere Resultate.
Seit der Saison 2009/10 startet Bosc im Leistungsbereich. In Idre wurde sie in ihrem ersten Sprint 55. schon im zweiten Sprint konnte sie als 35. erste Punkte gewinnen. In ihrem dritten Rennen, einem Einzel in Ridnaun, erreichte sie als Fünftplatzierte ein erstes Ergebnis unter den besten Zehn. In Ruhpolding gab die Französin 2010 ihr Debüt im Biathlon-Weltcup und wurde bei ihrem ersten Sprintrennen 76., im Staffelrennen mit Julie Carraz-Collin, Anaïs Bescond und Sophie Boilley Achte. Die nächsten Rennen bestritt Bosc zum Auftakt der Saison 2011/12 in Östersund, wo sie als 28. des Einzels erstmals Weltcuppunkte gewann und ihr bisher bestes Ergebnis in der Rennserie erreichte.

## Biathlon-Weltcup-Platzierungen
Die Tabelle zeigt alle Platzierungen (je nach Austragungsjahr einschließlich Olympische Spiele und Weltmeisterschaften).
- 1.–3. Platz: Anzahl der Podiumsplatzierungen
- Top 10: Anzahl der Platzierungen unter den ersten zehn (einschließlich Podium)
- Punkteränge: Anzahl der Platzierungen innerhalb der Punkteränge (einschließlich Podium und Top 10)
- Starts: Anzahl gelaufener Rennen in der jeweiligen Disziplin

| Platzierung         | Einzel | Sprint | Verfolgung | Massenstart | Staffel | Gesamt |
| ------------------- | ------ | ------ | ---------- | ----------- | ------- | ------ |
| 1. Platz            |        |        |            |             |         |        |
| 2. Platz            |        |        |            |             |         |        |
| 3. Platz            |        |        |            |             |         |        |
| Top 10              |        |        |            |             | 1       | 1      |
| Punkteränge         | 1      | 1      |            |             | 1       | 3      |
| Starts              | 1      | 4      | 2          |             | 1       | 8      |
| Stand: 5. März 2012 |        |        |            |             |         |        |